# Trichoclea florida
Trichoclea florida är en fjärilsart som beskrevs av Smith 1900. Trichoclea florida ingår i släktet Trichoclea och familjen nattflyn. Inga underarter finns listade i Catalogue of Life.